# Локоротондо
Локоротондо (итал. Locorotondo) је насеље у Италији у округу Бари, региону Апулија.
Према процени из 2011. у насељу је живело 7471 становника. Насеље се налази на надморској висини од 384 м.

## Географија
| Клима (Локоротондо)         | Клима (Локоротондо) | Клима (Локоротондо) | Клима (Локоротондо) | Клима (Локоротондо) | Клима (Локоротондо) | Клима (Локоротондо) | Клима (Локоротондо) | Клима (Локоротондо) | Клима (Локоротондо) | Клима (Локоротондо) | Клима (Локоротондо) | Клима (Локоротондо) | Клима (Локоротондо) |
| Показатељ \ Месец           | .Јан.               | .Феб.               | .Мар.               | .Апр.               | .Мај.               | .Јун.               | .Јул.               | .Авг.               | .Сеп.               | .Окт.               | .Нов.               | .Дец.               | .Год.               |
| --------------------------- | ------------------- | ------------------- | ------------------- | ------------------- | ------------------- | ------------------- | ------------------- | ------------------- | ------------------- | ------------------- | ------------------- | ------------------- | ------------------- |
| Апсолутни максимум, °C (°F) | 22,6 (72,7)         | 24,0 (75,2)         | 29,4 (84,9)         | 29,4 (84,9)         | 35,0 (95)           | 43,0 (109,4)        | 41,6 (106,9)        | 39,6 (103,3)        | 40,0 (104)          | 31,6 (88,9)         | 30,0 (86)           | 25,0 (77)           | 43 (109,4)          |
| Средњи максимум, °C (°F)    | 10,2 (50,4)         | 11,2 (52,2)         | 13,1 (55,6)         | 17,0 (62,6)         | 22,1 (71,8)         | 26,7 (80,1)         | 29,7 (85,5)         | 29,1 (84,4)         | 24,1 (75,4)         | 19,1 (66,4)         | 15,4 (59,7)         | 11,2 (52,2)         | 29,7 (85,5)         |
| Средњи минимум, °C (°F)     | 4,1 (39,4)          | 4,0 (39,2)          | 6,6 (43,9)          | 9,2 (48,6)          | 13,2 (55,8)         | 16,6 (61,9)         | 17,4 (63,3)         | 19,2 (66,6)         | 16,4 (61,5)         | 11,4 (52,5)         | 8,3 (46,9)          | 6,3 (43,3)          | 4 (39,2)            |
| Апсолутни минимум, °C (°F)  | 0,0 (32)            | 0,0 (32)            | 0,0 (32)            | 2,2 (36)            | 6,0 (42,8)          | 9,4 (48,9)          | 13,0 (55,4)         | 13,6 (56,5)         | 9,6 (49,3)          | 6,8 (44,2)          | 4,5 (40,1)          | 1,4 (34,5)          | 0 (32)              |
| Количина падавина, mm (in)  | 56,3 (22,17)        | 45,8 (18,03)        | 44,9 (17,68)        | 36,9 (14,53)        | 16,8 (6,61)         | 4,7 (1,85)          | 2,4 (0,94)          | 8,7 (3,43)          | 41,6 (16,38)        | 60,8 (23,94)        | 64,7 (25,47)        | 65,0 (25,59)        | 448,6 (176,62)      |
| [ тражи се извор ]          |                     |                     |                     |                     |                     |                     |                     |                     |                     |                     |                     |                     |                     |

## Становништво
| 1931. | 1936.  | 1951.  | 1961.  | 1971.  | 1981.  | 1991.  | 2001.  | 2011.  |
| ----- | ------ | ------ | ------ | ------ | ------ | ------ | ------ | ------ |
| 9.547 | 10.005 | 10.370 | 11.178 | 11.651 | 12.390 | 13.418 | 13.928 | 14.161 |